# Brix (comuna)
Brix é uma comuna francesa na região administrativa da Normandia, no departamento Mancha. Estende-se por uma área de 32,07 km². Em 2010 a comuna tinha 2 210 habitantes (densidade: 68,9 hab./km²).